# Топољчјанки
Топољчјанки (слч. Topoľčianky) насељено је мјесто са административним статусом сеоске општине (слч. obec) у округу Злате Моравце, у Њитранском крају, Словачка Република.

## Становништво
| Година:    | 1994. | 2004.   | 2014.   | 2024.   |
| ---------- | ----- | ------- | ------- | ------- |
| Број људи: | 2935  | 2877    | 2705    | 2608    |
| Разлика:   |       | -1,97 % | -5,97 % | -3,58 % |

| Година:    | 2023. | 2024.   |
| ---------- | ----- | ------- |
| Број људи: | 2617  | 2608    |
| Разлика:   |       | -0,34 % |

Према подацима о броју становника из 2011. године насеље је имало 2.766 становника.